# Patologia vieții sociale
Patologia vieții sociale (în franceză Pathologie de la vie sociale) este o culegere de eseuri scrise de Honoré de Balzac, care a fost începută în 1833-1839. Conține trei eseuri: „Tratat despre viața elegantă”, „Teoria mersului” și „Tratat despre excitantele moderne”.

## Versiunea în limba română
A fost tradusă pentru prima dată în limba română în 2006 și publicată de Casa de Editură Grafoart (isbn 978-973-9054-12-6). Traducerea îi aparține lui Laurențiu Zoicaș.

## Citate din lucrare

Patologia vieţii sociale

„Soarta unui neam depinde și de hrana, și de orânduirea politică de care are parte. Cerealele au dat popoarele de artiști. Rachiul a dus la pierzanie semințiile indiene. Pentru mine, Rusia este o autocrație care se sprijină pe alcool. Tutunul le-a venit de hac turcilor, olandezilor și-i pândește și pe nemți. Niciunul dintre oamenii noștri de stat, îndeobște mai grijulii cu ei înșiși decât cu chestiunile publice – asta dacă nu socotim vanitățile, amantele și averile lor ca pe niște chestiuni publice –, nu știe încotro se îndreaptă Franța prin abuzul de tutun, prin folosirea zahărului, a cartofilor care iau locul grâului, a rachiului ș.a.m.d.”
„Omul se îmbracă, are o locuință, vorbește, umblă, mănâncă, merge călare sau cu trăsura, fumează, se îmbată și se dezbată, acționează după reguli date și invariabile, în ciuda diferențelor destul de neînsemnate ale modei, care mărește sau simplifică lucrurile, însă rareori le desființează. De aceea, codificarea legilor acestei existențe exterioare, aflarea expresiei ei filosofice, constatarea neorânduielilor dintr-însa era o lucrare de cea mai mare însemnătate. Starea societății ne transformă nevoile, trebuințele, preferințele în răni, în boli, prin excesele la care ne dedăm, mânați de dezvoltarea pe care le-o imprimă gândirea. De aici și titlul, preluat din știința medicală: unde nu există boală fizică, există boală morală. Patologia vieții sociale este o Antropologie completă, de care lumea științifică, elegantă, literară și familială duce lipsă.”